# Solihull (circonscription britannique)
Circonscription parlementaire de la Chambre des communes
La circonscription de Solihull  est une circonscription située dans le West Midlands, et représentée à la Chambre des communes du Parlement britannique.

## Géographie
La circonscription comprend :
- La ville de Solihull
  - Les banlieues de Shirley, Olton et Blossomfield

## Députés
Les Members of Parliament (MPs) de la circonscription sont :
| Législature                | Années        | Député           | Député         | Parti             |
| -------------------------- | ------------- | ---------------- | -------------- | ----------------- |
| Solihull issue de Tamworth |               |                  |                |                   |
| 38e                        | 1945–1950     |                  | Martin Lindsay | Conservateur      |
| 39e                        | 1950–1951     |                  | Martin Lindsay | Conservateur      |
| 40e                        | 1951–1955     |                  | Martin Lindsay | Conservateur      |
| 41e                        | 1955–1959     |                  | Martin Lindsay | Conservateur      |
| 42e                        | 1959–1960     |                  | Martin Lindsay | Conservateur      |
| 43e                        | 1964–1966     | Percy Grieve     |                | Conservateur      |
| 44e                        | 1966–1970     | Percy Grieve     |                | Conservateur      |
| 45e                        | 1970–1974     | Percy Grieve     |                | Conservateur      |
| 46e                        | 1974–1974     | Percy Grieve     |                | Conservateur      |
| 47e                        | 1974–1979     | Percy Grieve     |                | Conservateur      |
| 48e                        | 1979–1983     | Percy Grieve     |                | Conservateur      |
| 49e                        | 1983–1987     | John Mark Taylor |                | Conservateur      |
| 50e                        | 1987–1992     | John Mark Taylor |                | Conservateur      |
| 51e                        | 1992–1997     | John Mark Taylor |                | Conservateur      |
| 52e                        | 1997–2001     | John Mark Taylor |                | Conservateur      |
| 53e                        | 2001–2005     | John Mark Taylor |                | Conservateur      |
| 54e                        | 2005–2010     |                  | Lorely Burt    | Libéral-démocrate |
| 55e                        | 2010–2015     |                  | Lorely Burt    | Libéral-démocrate |
| 56e                        | 2015–2017     |                  | Julian Knight  | Conservateur      |
| 57e                        | 2017–2019     |                  | Julian Knight  | Conservateur      |
| 58e                        | 2019–en cours |                  | Julian Knight  | Conservateur      |

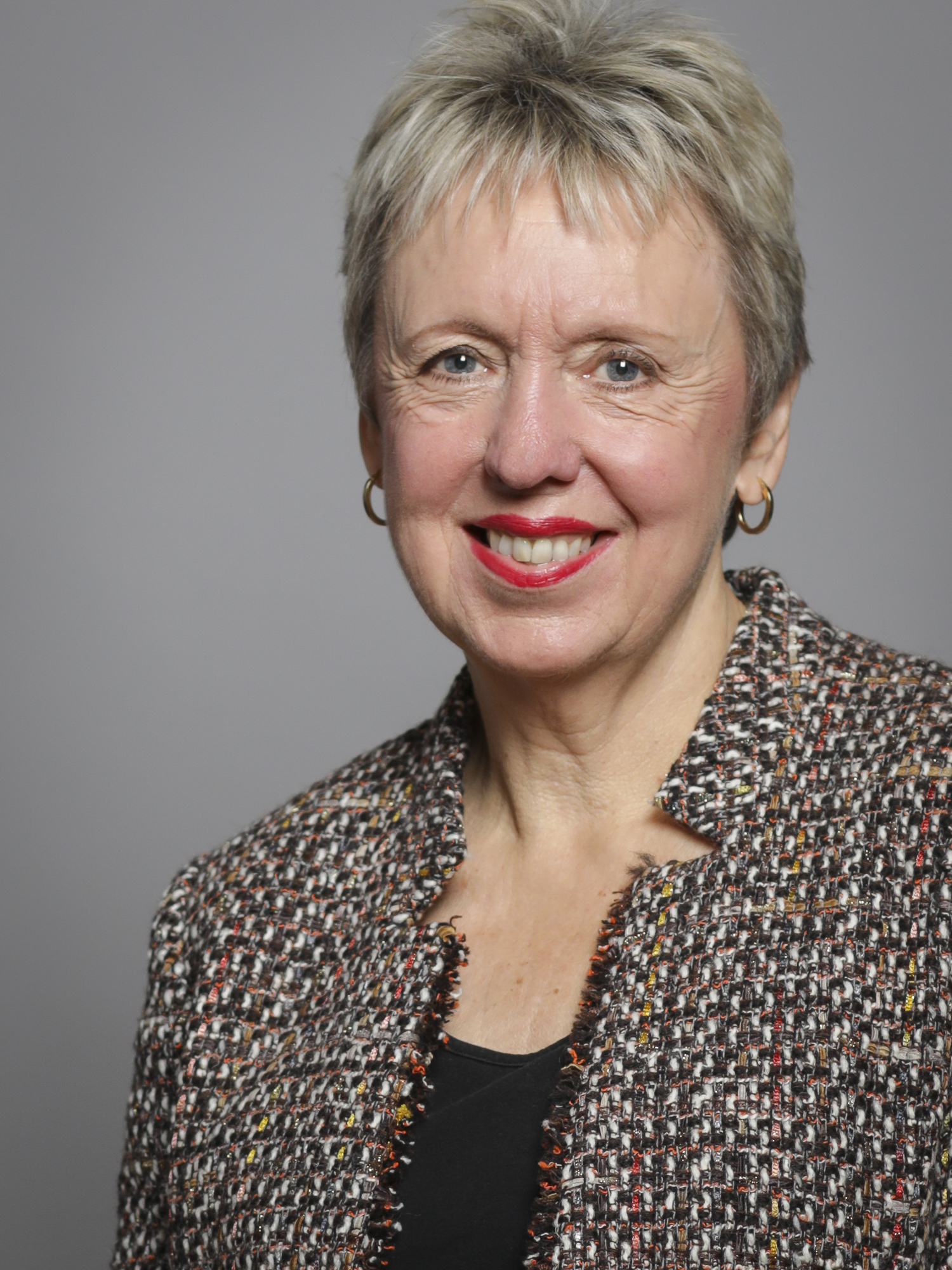
Lorely Burt (2005-2015)
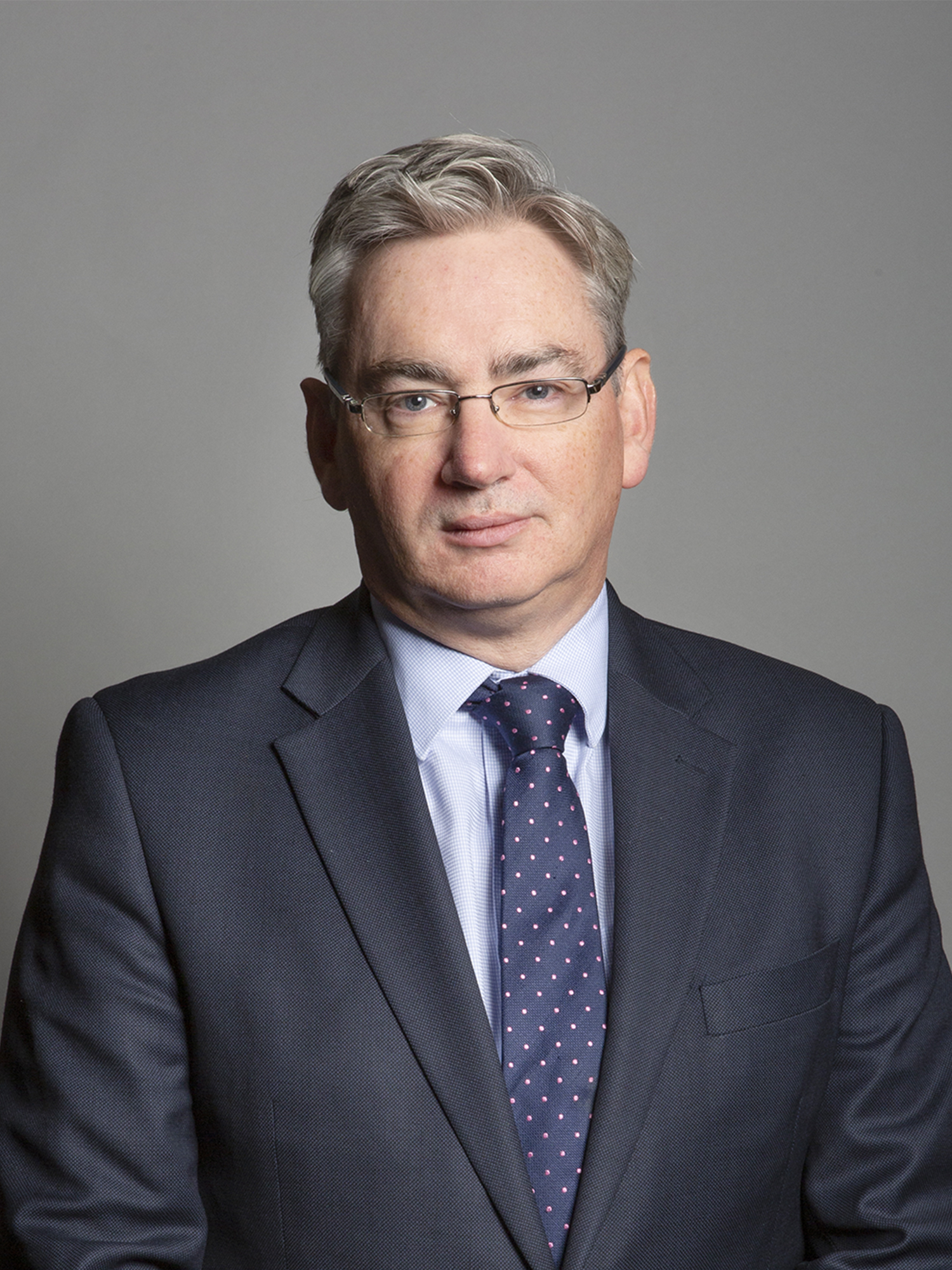
Julian Knight (2015-en cours)